# 紡錘体

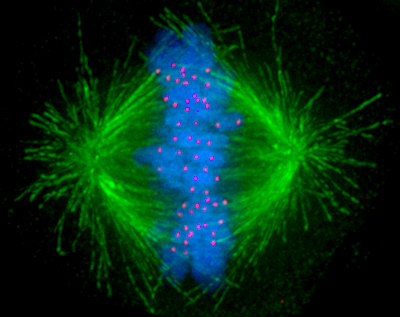
有糸分裂の前中期の細胞の顕微鏡像。凝縮した染色体は青、キネトコアはピンク、微小管は緑で示されている。

紡錘体（ぼうすいたい、英: spindle apparatus）は、真核生物の細胞分裂において、姉妹染色分体を娘細胞へ分離するために形成される細胞骨格構造である。遺伝学的に同一な娘細胞を作り出す過程である有糸分裂の際に形成される紡錘体は、mitotic spindle（有糸分裂紡錘体）と呼ばれる。また、母細胞の染色体の半数を含む配偶子を形成する過程である減数分裂の際に形成される紡錘体は、meiotic spindle（減数分裂紡錘体）と呼ばれる。
紡錘体は染色体に加えて、数百のタンパク質から構成されている。微小管はこの装置に最も豊富に含まれる構成要素である。

## 構造

動物細胞の典型的な有糸分裂紡錘体の構成。染色体はキネトコアと呼ばれるタンパク質複合体を介してキネトコア微小管（kinetochore microtubules）に接着している。極微小管（polar microtubules）は紡錘体の赤道面付近で指を組むようにして互いに結合し、モータータンパク質を介して紡錘体極を押しやる。星状体微小管（astral microtubules）は紡錘体極を細胞膜と固定する。微小管重合の核形成は微小管形成中心（MTOC）で行われる。

微小管の染色体への接着はキネトコアによって媒介される。キネトコアは紡錘体の形成を活発に監視し、早すぎる後期への進行を防いでいる（紡錘体チェックポイント）。微小管の重合と脱重合は、染色体の集合を動的に駆動する。微小管の脱重合はキネトコアで張力を生み出す。姉妹キネトコアがそれぞれ反対側の極から発した微小管に接着することで姉妹染色分体間に張力が発生し、染色体は細胞の平面に整列し、娘細胞への分配のために釣り合いが取れた状態となる。すべての染色体がこうした二方向性（bi-oriented）状態となると後期が開始され、姉妹染色分体をまとめているコヒーシンが切断されて姉妹染色分体のそれぞれの極への移動が行われる。
細胞の紡錘体には、紡錘体微小管、キネシンやダイニンなどの分子モーターを含む結合タンパク質、凝縮した染色体が含まれ、そして細胞種によっては紡錘体の極に中心体または星状体が存在する場合がある。紡錘体の断面は大まかに楕円形で、末端は細くなっている。中心部の広がった部分はspindle midzoneと呼ばれ、逆平行方向に並んだ微小管がキネシンによって束ねられている。紡錘体極と呼ばれる末端では、大部分の動物細胞では中心体によって微小管の核形成が行われる。紡錘体極に中心体や星状体を欠く紡錘体（それぞれacentrosomal spindle、anastral spindleと呼ばれる）は、例えば大部分の動物細胞ではメスの減数分裂時に形成される。この場合には、GTP結合型Ranの濃度勾配が紡錘体微小管の形成と組み立ての主要な調節因子となる。菌類では、紡錘体は核膜に埋め込まれた紡錘極体の間で形成され、有糸分裂時に核膜は解体されない。

### 微小管結合タンパク質と紡錘体のダイナミクス
紡錘体微小管が動的に伸長と短縮を行う過程は動的不安定性（dyanmic instability）として知られ、紡錘体の形状を決定に大きく寄与し、紡錘体のmidzoneへの染色体の適切な整列を促進する。微小管結合タンパク質はmidzoneと紡錘体極で微小管に結合し、そのダイナミクスを調節する。γ-チューブリンは特殊なチューブリンで、γ-TuRC（γ-tubulin ring complex）と呼ばれるリング状の複合体へと組み立てられてα/βチューブリンヘテロ二量体の微小管へ重合する際の核形成を行う。中心体近傍領域へのγ-TuRCのリクルートによって微小管の(−)端は安定化され、微小管形成中心（MTOC）の近傍に固定される。微小管結合タンパク質Augminはγ-TuRCとともに機能し、既存の微小管から分枝する新たな微小管の核形成を行う。
微小管の(+)端は、+TIPs（plus-end microtubule tracking proteins）と呼ばれるタンパク質群がmidzoneのキネトコアとの結合を促進することで、崩壊（カタストロフ）から保護されている。+TIPsの1つ、CLIP170はHeLa細胞で微小管の(+)端近傍に局在すること、そして前中期にキネトコアに蓄積することが示されている。CLIP170が(+)端をどのように認識しているかは解明されていないが、そのホモログは微小管をカタストロフから保護しレスキューを促進することが示されており、CLIP170がキネトコアとの直接的な接着を媒介することで(+)端を安定化していることが示唆されている。ヒトのCLASP1などのCLIP結合タンパク質も(+)端とキネトコアの外側領域（outer kinetochore）に局在し、キネトコア微小管のダイナミクスを調節することが示されている。キイロショウジョウバエDrosophila melanogaster、アフリカツメガエルXenopus laevis、酵母のCLASPホモログは正しい紡錘体の組み立てに必要であり、哺乳類では、CLASP1とCLASP2の双方が正しい紡錘体の組み立てと後期の微小管のダイナミクスに寄与している。(+)端の重合はEB1タンパク質によってさらに調節される。EB1は微小管の(+)端に直接結合し、他の+TIPsの結合を調整する。
これらの微小管安定化タンパク質の作用には、多数の微小管脱重合因子が対抗する。これらの因子は染色体の集合を促進し、二極的な構造形成を促進するために紡錘体の動的なリモデリングを行う。キネシン13スーパーファミリーには結合した微小管の脱重合活性を持つ(+)端指向性モータータンパク質が含まれ、哺乳類のMCAK、ツメガエルのXKCM1がよく研究されている。MCAKはキネトコアで微小管の(+)端に局在し、そこでカタストロフを開始することで+TIPsの安定化作用と直接的に競合する。これらのタンパク質はATPの加水分解のエネルギーを利用し、プロトフィラメント構造を不安定化するコンフォメーション変化を誘導することで、キネシンの放出と微小管の脱重合を引き起こす。これらの活性が喪失すると、有糸分裂には多数の欠陥が生じる。他の微小管を不安定化するタンパク質にはOp18/スタスミンやカタニンがあり、紡錘体のリモデリングに関与するとともに、後期の染色体分離を促進している。
紡錘体の組み立て時に適切な微小管のダイナミクスを維持するため、これらの微小管結合タンパク質の活性は綿密に調節されており、多くがオーロラキナーゼとPolo様キナーゼの基質となっている。

## 形成

中心体を介した"search-and-capture"モデル（左）では、中心体で核形成された微小管は偶然に染色体と接触し、キネトコアで安定化されて紡錘体を形成する。クロマチンを介した自己組織化モデルで（右）は、微小管の核形成はクロマチン近傍で行われ、モータータンパク質によって二極型構造へと組織化される。

正しく形成された紡錘体では、双方の極と連結された染色体は細胞の赤道面に整列する。紡錘体微小管は染色体とおおむね垂直方向に伸び、その(+)端はキネトコアに埋め込まれ、(−)端は細胞の極に固定される。染色体が正確に分離されて細胞分裂面が決定されるためには、紡錘体の正確な配向が必要である。しかしながら、紡錘体がどのように組織化されるかについてはいまだ不明点がある。組織化に関する支配的なモデルは2つ存在するが、両者は排他的なものではなく相乗的なものである。その1つ、"search-and-capture"モデルでは、紡錘体は主に中心体の微小管形成中心の分離が組織化に重要である。中心体から発した紡錘体微小管はキネトコアを探し、キネトコアに結合することで安定化されて染色体に対し張力を働かせる。もう1つの自己組織化モデルでは、微小管の核形成は凝縮した微小管の間で中心体以外から行われる。細胞という空間的制限のもと、逆平行に並んだ微小管側面とのモータータンパク質を介した相互作用とキネトコアへの微小管末端の接着によって、自然と細胞の赤道面に染色体が整列した紡錘体様の構造が形成される。

### 中心体を介した"search-and-capture"モデル
このモデルでは微小管の核形成は微小管形成中心で行われ、微小管は細胞質をキネトコアを探索して迅速な成長と崩壊を繰り返す。いったんキネトコアに結合すると、微小管は安定化され、ダイナミクスは低下する。微小管が一方向からのみ結合した染色体は結合した極の近傍の空間を行き来し、反対側の極からの微小管が姉妹キネトコアに結合するまで振動を続ける。双方向からの接着によってキネトコアの紡錘体へ接着はさらに安定化され、二方向性となった染色体は微小管の張力が釣り合う細胞の中心へ徐々に引っ張られる。中心に集合した微小管は中期板で振動し、後期の開始によって姉妹染色分体は切り離される。
このモデルでは、微小管形成中心は細胞の極に局在しており、微小管形成中心の分離は微小管の重合と、spindle midzoneでの逆平行方向の紡錘体微小管間のすべりによって駆動され、すべり運動はbipolar型の(+)端指向性キネシンによって媒介される。こうしたすべり運動は、有糸分裂序盤の紡錘体極の分離だけでなく、後期の終盤の紡錘体の伸長も担っている可能性がある。

### クロマチンを介した紡錘体の自己組織化
中心体が紡錘体の組織化を主に指揮する"search-and-capture"モデルとは対照的に、このモデルは微小管は染色体の近傍で中心体以外から核形成が起こり、自発的に逆平行方向の微小管の束へと組み立てられて紡錘体様構造が形成される、というものである。HealdとKarsentiによる古典的な実験は、ツメガエル卵抽出液中のDNAコートビーズの周辺に機能的な紡錘体や核が形成されること、中心体やキネトコアがなくとも微小管の二極型配置が形成されることを示した。事実、脊椎動物細胞での中心体のレーザーによる除去は紡錘体の組み立ても染色体分離も阻害しない。こうした状況下では、紡錘体の形状とサイズは微小管を架橋しているモータータンパク質の生物物理学的な性質によって決定される。

## Ran-GTP勾配によるクロマチンを介した微小管の核形成
低分子量GTPアーゼRanのグアニンヌクレオチド交換因子RCC1は、コアヒストンタンパク質H2AとH2Bを介してヌクレオソームに結合している。そのため、分裂期クロマチンの近傍ではGTP結合型Ranの濃度勾配が形成される。ツメガエル卵抽出液では、RCC1でコートされたガラスビーズによって微小管核形成と二極型の紡錘体形成が誘導され、紡錘体の組み立てにはRan-GTPの濃度勾配だけで十分であることが明らかにされた。Ran-GTPの濃度勾配は、紡錘体組み立て因子をインポーチンβ/αを介した阻害的な相互作用から解離させる。非結合状態の組み立て因子は微小管の核形成を促進し、分裂期クロマチンの周辺での安定化を促進し、紡錘体の二極性は微小管のモータータンパク質によって組織化される。

## 組み立ての調節
紡錘体の組み立ては、分裂期キナーゼによって触媒されるリン酸化によって主に調節される。サイクリン依存性キナーゼ（CDK）はM期サイクリンによって活性化され、その翻訳はM期に増大する。CDK1（CDC2とも呼ばれる）は哺乳類細胞での主要な分裂期キナーゼであると考えられており、サイクリンB1によって活性化される。オーロラキナーゼは紡錘体の適切な組み立てと分離に必要である。オーロラAキナーゼはセントロメアと結合し、有糸分裂の開始を調節すると考えられている。オーロラBキナーゼは染色体パッセンジャー複合体（chromosomal passenger complex）のメンバーであり、染色体-微小管間の接着と姉妹染色分体間の結合を媒介する。Polo様キナーゼはPLKとしても知られ、特にPLK1は微小管のダイナミクスを調節し、紡錘体の維持に重要な役割を果たしている。

## 有糸分裂時の染色体の構造
DNA複製の終了時点では姉妹染色分体はもつれたDNAとタンパク質からなる不定形の塊として互いに結合しており、各娘細胞へ分離することは事実上不可能である。この問題を避けるため、有糸分裂の開始によって複製されたゲノムの劇的な再組織化が開始される。姉妹染色分体のもつれはほどかれ、分割（resolution）される。染色体の長さも短くなり、染色体凝縮と呼ばれる過程で動物細胞では最大10,000倍にまで凝縮される。凝縮は前期に開始され、中期に染色体が紡錘体の中央部に整列するまでには最も小さな桿状構造となる。分裂期の染色体が核型分析で見られるような典型的なX型構造をとるののはこの時点であり、凝縮した各姉妹染色分体は全長にわたってコヒーシンによって連結され、多くの場合染色体の中心部に位置するセントロメアで結合している。
こうした動的な再構成はゲノムの正確で忠実な分離の保証に極めて重要であるが、分裂期の染色体の構造に関する我々の理解は未だ多くが不完全である。しかし、再構成に関与するいくつかの因子が同定されている。II型トポイソメラーゼはATPの加水分解を利用してDNAのもつれの脱連環反応（デカテネーション）を触媒し、姉妹染色分体の分割を促進する。コンデンシンは5つのサブユニットからなる複合体で、これもATP加水分解を利用して染色体凝縮を促進する。ツメガエル卵抽出液での実験では、リンカーヒストンH1も分裂期の染色体の圧縮の重要な調節因子として示唆されている。

## 紡錘体チェックポイント
紡錘体形成の完了は、紡錘体チェックポイントと呼ばれる細胞周期における重要な転換点である。このチェックポイントまでに染色体が適切に紡錘体に接着していない場合には、後期の開始が遅れる。紡錘体チェックポイントの欠陥によって染色体の異数性が生じる場合があり、老化やがんの発生に関係している可能性がある。

## 紡錘体の配向

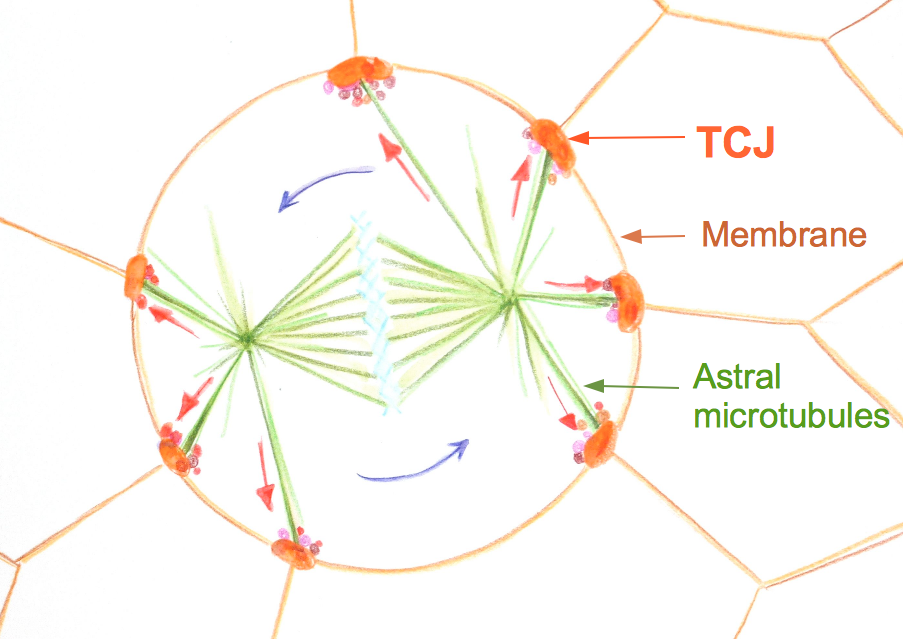
上皮組織に囲まれた分裂中の上皮細胞の模式図。紡錘体は細胞内で回転する。回転は、3つの細胞が接する領域に位置するシグナル伝達中心であるtricellular junction（TCJ）に向かって星状体微小管が中心体を引っ張ることで引き起こされる。

細胞分裂の方向は、組織構造、細胞の運命、形態形成において非常に重要である。細胞はその長軸に沿って分裂する傾向があり、ヘルトヴィヒの法則とも呼ばれる。細胞分裂の軸は紡錘体の配向によって決定される。細胞は紡錘体の2つの中心体を結ぶ線に沿って分裂する。紡錘体は形成後、細胞内で回転する。中心体から発した星状体微小管は細胞膜に到達し、特定の手がかり（cortical cue）に向かって中心体を引っ張る。In vitroでは、cortical cueは細胞接着のパターンによって設定される。In vivoでは、極性は細胞の頂点に存在するtricellular junctionの局在によって決定される。こうしたcortical cueの空間分布によって、最終的な紡錘体の配向とその後の細胞分裂の方向を決定する力場がもたらされる。